# Luc de Fougerolles
Luc Rollet de Fougerolles (Londra, 12 ottobre 2005) è un calciatore canadese, difensore del Dender in prestito dal Fulham e della nazionale canadese.

## Biografia
Nato in Inghilterra, ha origini canadesi dal ramo paterno.

## Carriera

### Club
De Fougerolles è entrato a far parte del settore giovanile del Fulham nel 2013 proveniente dal BHFC Battersea. Il 6 aprile 2023 ha firmato il suo primo contratto professionistico ed il 1º novembre dello stesso anno ha debuttato in prima squadra nell'incontro di Coppa di Lega vinto 3-1 contro l'Ipswich Town, dove ha vinto il premio di man of the match. Rimane in rosa anche per l'intera stagione 2024-2025, senza tuttavia giocare ulteriori partite ufficiali con la prima squadra (gioca in compenso 2 partite da professionista con l'Under-21 nel Football League Trophy, una nella stagione 2023-2024 ed una nella stagione 2024-2025).
Nell'estate del 2025 viene ceduto in prestito al Dender, club della prima divisione belga.

### Nazionale
Nell'ottobre del 2023 ha ricevuto la prima chiamata dalla nazionale canadese per un'amichevole contro il Giappone. Ha debuttato il 23 marzo 2024 nel play-off di CONCACAF Nations League valevole per la qualificazione alla Copa América 2024 vinto 2-0 contro Trinidad e Tobago.

## Statistiche

### Presenze e reti nei club
Statistiche aggiornate al 16 agosto 2025.
| Stagione               | Squadra                | Campionato             | Campionato | Campionato | Coppe nazionali | Coppe nazionali | Coppe nazionali | Coppe continentali | Coppe continentali | Coppe continentali | Altre coppe | Altre coppe | Altre coppe | Totale | Totale | Totale |
| Stagione               | Squadra                | Comp                   | Pres       | Reti       | Comp            | Pres            | Reti            | Comp               | Pres               | Reti               | Comp        | Pres        | Reti        | Pres   | Reti   |        |
| ---------------------- | ---------------------- | ---------------------- | ---------- | ---------- | --------------- | --------------- | --------------- | ------------------ | ------------------ | ------------------ | ----------- | ----------- | ----------- | ------ | ------ | ------ |
| 2023-2024              | Fulham Under-21        | -                      | -          | -          | -               | -               | -               |                    | -                  | -                  | FLT         | 1           | 0           | 1      | 0      |        |
| 2024-2025              | Fulham Under-21        | -                      | -          | -          | -               | -               | -               |                    | -                  | -                  | FLT         | 1           | 0           | 1      | 0      |        |
| Totale Fulham Under-21 | Totale Fulham Under-21 | Totale Fulham Under-21 | -          | -          |                 | -               | -               |                    | -                  | -                  |             | 2           | 0           | 2      | 0      |        |
| 2023-2024              | Fulham                 | PL                     | 0          | 0          | FACup+CdL       | 0+1             | 0               |                    | -                  | -                  |             | -           | -           | 1      | 0      |        |
| 2024-2025              | Fulham                 | PL                     | 0          | 0          | FACup+CdL       | 0               | 0               |                    | -                  | -                  |             | -           | -           | 0      | 0      |        |
| Totale Fulham          | Totale Fulham          | Totale Fulham          | 0          | 0          |                 | 1               | 0               |                    | -                  | -                  |             | -           | -           | 1      | 0      |        |
| 2025-2026              | Dender                 | PL                     | 3          | 0          | CB              | 0               | 0               |                    | -                  | -                  |             | -           | -           | 3      | 0      |        |
| Totale carriera        | Totale carriera        | Totale carriera        | 3          | 0          |                 | 1               | 0               |                    | -                  | -                  |             | 2           | 0           | 6      | 0      |        |

### Cronologia presenze e reti in nazionale
| Cronologia completa delle presenze e delle reti in nazionale ― Canada | Cronologia completa delle presenze e delle reti in nazionale ― Canada | Cronologia completa delle presenze e delle reti in nazionale ― Canada | Cronologia completa delle presenze e delle reti in nazionale ― Canada | Cronologia completa delle presenze e delle reti in nazionale ― Canada | Cronologia completa delle presenze e delle reti in nazionale ― Canada | Cronologia completa delle presenze e delle reti in nazionale ― Canada | Cronologia completa delle presenze e delle reti in nazionale ― Canada |
| Data                                                                  | Città                                                                 | In casa                                                               | Risultato                                                             | Ospiti                                                                | Competizione                                                          | Reti                                                                  | Note                                                                  |
| --------------------------------------------------------------------- | --------------------------------------------------------------------- | --------------------------------------------------------------------- | --------------------------------------------------------------------- | --------------------------------------------------------------------- | --------------------------------------------------------------------- | --------------------------------------------------------------------- | --------------------------------------------------------------------- |
| 23-3-2024                                                             | Frisco                                                                | Canada                                                                | 2 – 0                                                                 | Trinidad e Tobago                                                     | CONCACAF Nations League 2023-2024 - play-off                          | -                                                                     | 90+2’                                                                 |
| 13-7-2024                                                             | Charlotte                                                             | Canada                                                                | 2 – 2 (3 – 4 dtr)                                                     | Uruguay                                                               | Coppa America 2024 - Finale 3º posto                                  | -                                                                     | 7’ 67’                                                                |
| 7-6-2025                                                              | Toronto                                                               | Canada                                                                | 4 – 2                                                                 | Ucraina                                                               | Amichevole                                                            | -                                                                     |                                                                       |
| 10-6-2025                                                             | Toronto                                                               | Canada                                                                | 0 – 0 (4 – 5 dtr)                                                     | Costa d'Avorio                                                        | Amichevole                                                            | -                                                                     | 83’                                                                   |
| 17-6-2025                                                             | Vancouver                                                             | Canada                                                                | 6 – 0                                                                 | Honduras                                                              | Gold Cup 2025 - 1º turno                                              | -                                                                     | 63’                                                                   |
| 24-6-2025                                                             | Houston                                                               | Canada                                                                | 2 – 0                                                                 | El Salvador                                                           | Gold Cup 2025 - 1º turno                                              | -                                                                     | 25’ 77’                                                               |
| 29-6-2025                                                             | Minneapolis                                                           | Canada                                                                | 1 – 1 (5 – 6 dtr)                                                     | Guatemala                                                             | Gold Cup 2025 - Quarti di finale                                      | -                                                                     |                                                                       |
| Totale                                                                |                                                                       | Presenze                                                              | 7                                                                     |                                                                       | Reti                                                                  | 0                                                                     |                                                                       |